# Tredje korståget

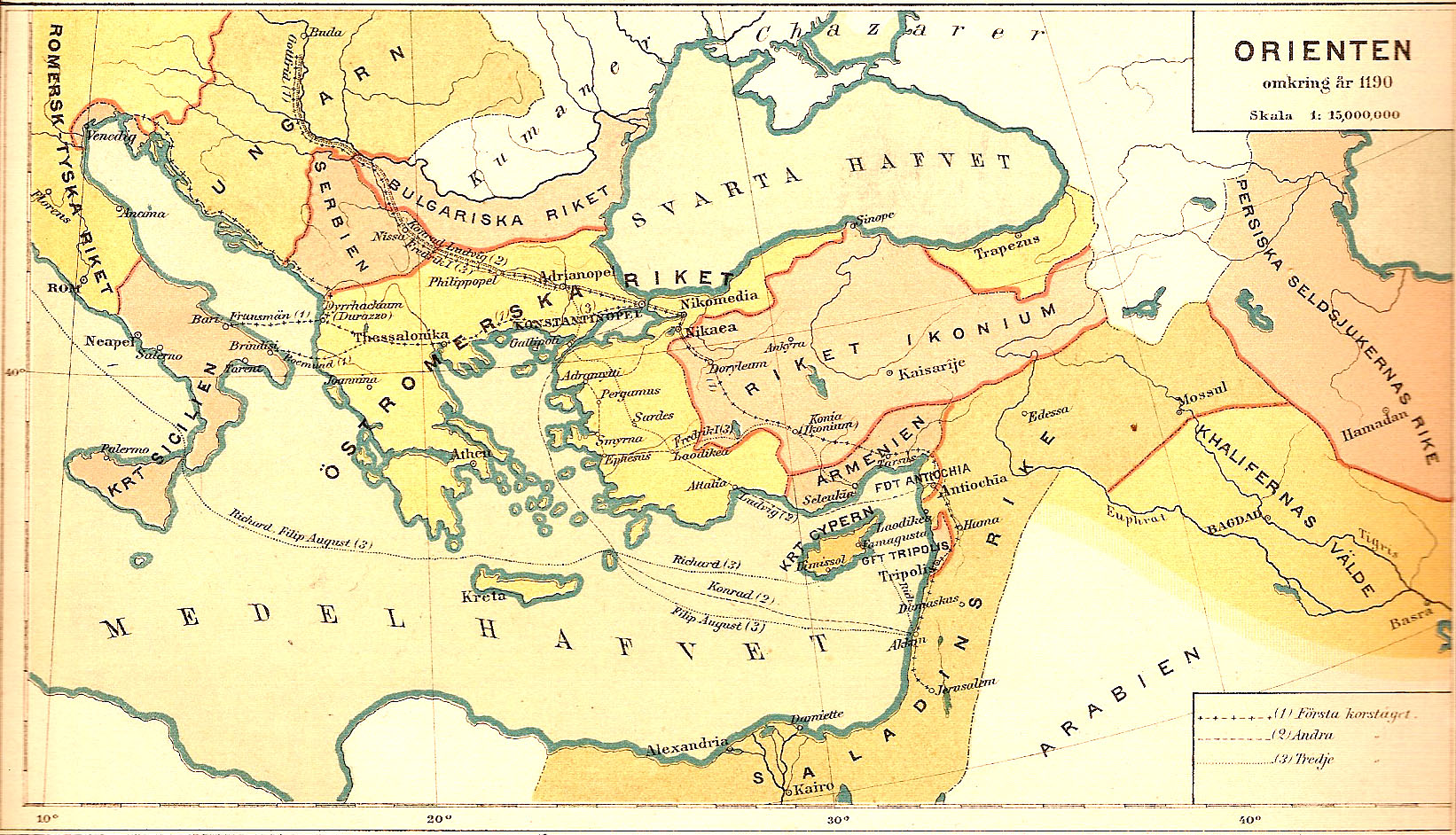
Historisk karta över Orienten 1190. Första, andra och tredje korståget är markerade.

Tredje korståget var en europeisk invasion av Mellanöstern från 1189 till 1192 med syftet att återta Jerusalem när Saladin hade besegrat korsfararstaterna.

## Bakgrund
Efter slaget vid Hattin 1187 hade Saladin lyckats ta kontroll över nästan hela det område som de kristna tidigare hållit, med undantag av staden Tyros. Kungen av Jerusalem, Guy av Lusignan, hade tagits tillfånga, tillsammans med flera andra stormän. Alla korsriddare som ingått i armén hade avrättats.

## Vägen till Heliga landet
Den västliga kristna världen chockades av Saladins framgångar. Påven Gregorius VIII utfärdade en bulla som skyllde nederlaget på de kristnas inbördes strider och synder, och uppmanade till ett nytt korståg. Det tredje korståget blev det största någonsin, och de tre mäktigaste världsliga ledarna i väst deltog: den tysk-romerske kejsaren Fredrik Barbarossa, Filip II August av Frankrike och Rikard I Lejonhjärta av England. För första gången predikades korståget även i Norden. Flera danskar anslöt sig, vissa till den tyske kejsarens armé, men de flesta bordade en flotta som utgick från Nordsjön, och som på vägen till Heliga landet stannade till och hjälpte till i stridigheter i Portugal. Efter att ha mött upp med en siciliansk flotta nådde mer än 500 fartyg hamnen i Acre den 10 september 1189.
Fredrik Barbarossa hade erfarenheter från det andra korståget. Hans stora resurser gjorde det möjligt för honom att ta landvägen. De fientliga bysantinerna passerade han med hjälp av hot och diplomati, turkarna besegrades i ett slag nära Ikonium. På vägen blev han dock sjuk, och när han 1190 korsade floden Salef ramlade han i vattnet och drunknade. Många av de tyska deltagarna återvände hem.
Det tog längre tid för övriga Europa att komma iväg; England och Frankrike gjorde upp efter arvet från Henrik II av England. Efter att Rikard Lejonhjärta krönts till kung började han dock mobilisera sina resurser. Återigen uppstod dock kravaller riktade mot judar. Rikard valde sjövägen, vilket hindrade fattiga och icke vapenföra att följa med. Han mötte upp med den franske kungen i Palermo, och de tillbringade vintern tillsammans. Efter avresan skingrades flottan av en storm utanför Cypern. Öns härskare Isaac Komnenos var allierad med Saladin, och tog de skeppsbrutna – däribland Rikards syster Joan och hans fästmö Berengia av Navarra – tillfånga. Rikard anföll ön, och i slutet av maj kontrollerade han den. Han gifte sig omedelbart med Berengia efter att ha fritagit henne.

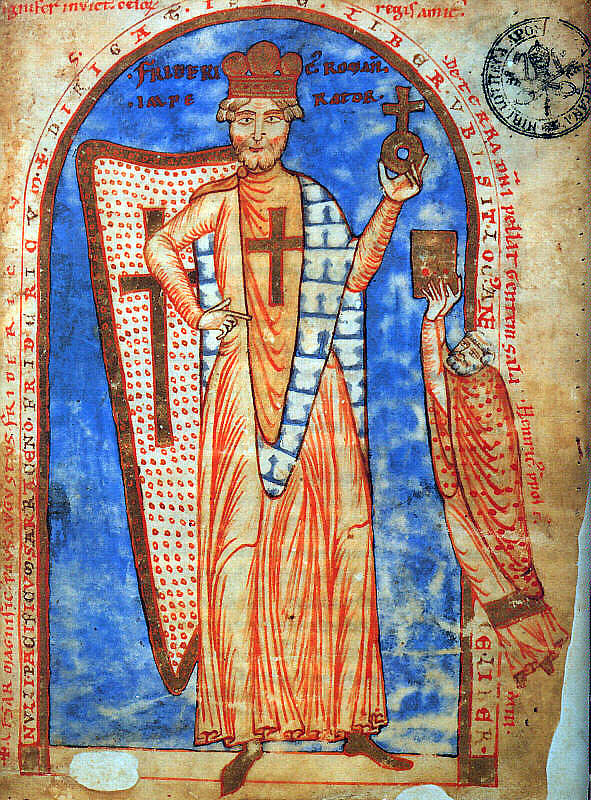
Fredrik Barbarossa
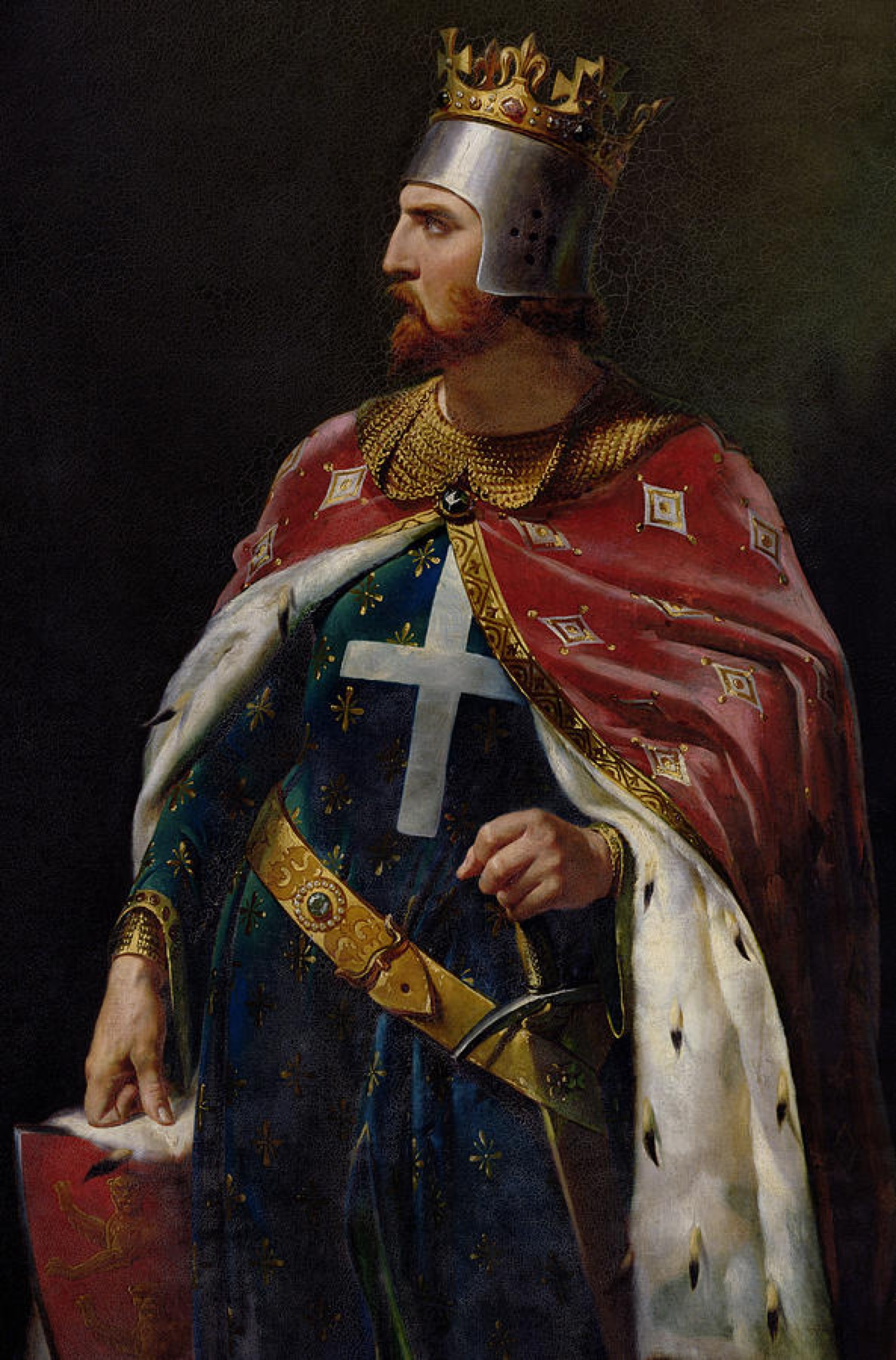
Rikard Lejonhjärta

## I Outremer
Under tiden hade Guy frigivits. Han begav sig till Tyros för att återuppta kungarollen, men Konrad av Montferrat vägrade släppa in honom. Han valde då att belägra Akko, vilket han gjorde med framgång. Detta gjorde att stödet för Saladin minskade. De flesta av hans trupper var uppbundna med att häva belägringen när Rikard och Filips arméer anlände. Filips armé kom först, men kunde inte påskynda stadens fall. När Rikard kom gick det dock snabbt. Försvararna tilläts köpa sig fria för 2 000 gulddinarer, 1 500 kristna fångar samt det sanna korset. Filip led av dålig hälsa, och behövdes för att lösa en konflikt angående grevskapet Flandern. Han återvände därför i augusti till Europa, men lämnade sin armé kvar. Rikard beslöt att gå mot Jaffa. Han hade dock 3 000 muslimska fångar som han måste göra något med. Eftersom avbetalningen lät vänta på sig beslöt han för att avrätta dem. Beslutet har sedan dess fläckat Rikards rykte. Han hade dock inte så mycket att välja på; fångarna krävde mat och vakter och kunde inte bara släppas eftersom de då skulle ta upp vapen igen.
Rikard kunde nu marschera mot Jaffa. Saladin följde, och sökte provocera honom till strid. Rikard gav dock order om att marschordningen inte fick brytas. I Arsuf lyckades Saladin till slut provocera johanniter och fransmän att bryta ledet. Rikard insåg att de måste stödjas om de inte skulle vara förlorade, och beordrade fullt anfall. Han lyckades anfalla vid exakt rätt tidpunkt, och fienden drevs från fältet. Saladin förlorade flera tusen man, Rickard 700. Efter att ha tagit Jaffa övervägde Rikard vad som borde göras därnäst. Han insåg att det skulle bli lätt att ta Jerusalem, men att staden inte skulle gå att hålla. Han beslöt att istället gå mot Egypten. De övriga korsfararna insåg dock inte detta och ville gå mot Jerusalem. Rikard fick ge vika. Han försökte istället vinna staden med diplomati, bland annat genom att föreslå att Saladins bror Saphadin skulle gifta sig med hans syster Joan. Saladin accepterade, men inte Joan, som svor att hon aldrig skulle gifta sig med en muslim. Rikard fick ge upp tanken, och tågade mot Jerusalem.
Marschen gick dock långsamt, eftersom Rikard var noga med att säkra sina försörjningsvägar. På färden blev det han redan insett alltmer uppenbart för tempelherrarna, johanniterna och bosättarna: korsfararna kunde ta staden, men inte hålla den. När korsfarararmén återvände skulle det inte finnas manskap nog att hålla den. De nyanlända blev dock besvikna när man till slut avbröt marschen. Rikard kunde snart återigen gå på offensiven, även om nyheterna hemifrån var nedslående: kung Filip, och hans bror Johan konspirerade mot honom. han nådde snart Jerusalem igen, men gick inte till anfall. Istället försökte han igen övertyga det nödvändiga i att gå mot Egypten, men armén vägrade. Han drog sig därför tillbaka mot kusten. Saladin gick då till anfall mot Jaffa. Rikard blev tvungen att segla från Acre för att undsätta staden. När han kom fram var de kristna färdiga att kapitulera, men Rikard vadade iland och lyckades återigen besegra Saladin. Båda sidor var efter detta försvagade och i behov av vapenvila. En treårig sådan undertecknades. De kristna fick kustlinjen mellan Tyros och Jaffa, men var tvungna att överlämna Askalon. Pilgrimer fick fri tillgång till Jerusalem. Rikard vägrade att acceptera förödmjukelsen att på detta sätt gå in i staden, och avseglade 9 oktober 1192. Han tänkte återvända, men skulle inte ha ork till detta. Ett par månader senare avled Saladin.
Det tredje korståget hade även det misslyckats med sitt mål: att återta Jerusalem. Å andra sidan hade de kristna fått en betydligt starkare position vid kusten. På vägen hem fängslades Rikard av den österrikiske hertigen Leopold, som överlämnade honom till kejsar Henrik VI av Tyskland. Denne tvingade Rikard att betala en enorm lösesumma, inklusive herraväldet över Cypern. Han ville även han genomföra ett korståg, bland annat för att uppfylla fadern Fredrik Barbarossas löften. Han fick påvens godkännande, och seglade iväg. Hans armé lyckades inta Beirut, men även han dog på färden, och hans armé begav sig hem.